# Geoff Barker
Geoffrey Arthur "Geoff" Barker (sinh ngày 7 tháng 2 năm 1949) là một cựu cầu thủ bóng đá người Anh thi đấu ở Football League cho Hull City và Southend United, Darlington, Reading và Grimsby Town.